# صفي أصفياء
محمد علي صفي أصفياء (الفارسية: محمدعلی صفی اصفیاء؛ 1916–2008 م) كان مهندس تعدين وتكنوقراط وسياسيًا إيرانيًا شغل عدة مناصب وزارية في عهد الشاه محمد رضا بهلوي. اُعتقل في عام 1979 أثناء الثورة الإسلامية في إيران، وسُجن لمدة خمس سنوات. بعد إطلاق سراحه لم يغادر صفي إيران وكان منخرطًا في برمجة الحاسوب.

## الحياة المبكرة والتعليم
وُلد صفي في طهران عام 1916. بعد تخرجه من المدرسة الثانوية، أرسلته الدولة إلى فرنسا للتعليم العالي في عام 1932. التحق بالمدرسة متعددة التقنيات الفرنسية في عام 1934 ومدرسة المناجم في باريس.

## الحياة المهنية
بعد تخرجه، انضم صفي إلى جامعة طهران حيث قام بتدريس الرياضيات والجيولوجيا. في سن 23 تمت ترقيته إلى منصب الأستاذية. وفي عام 1955 بدأ العمل كمستشار في منظمة التخطيط وأصبح مديرها في عام 1961. عندما كان في منصبه تعامل على نطاق واسع مع البرنامج النووي الإيراني في مراحله المبكرة.
عُين صفي نائبًا لرئيس الوزراء في تموز 1962 في أول حكومة [الإنجليزية] لأسد الله علم. عُين صفي في نفس المنصب في عام 1966. كما عمل مديرًا لمنظمة التخطيط حتى عام 1969 عندما اُستبدل بمهدي سميعي [الإنجليزية] في المنصب.
عُين صفي وزيرًا للدولة للشؤون الاقتصادية والتنموية في الحُكومة [الإنجليزية] التي شكلها جمشيد أموزيغار في 7 آب 1977. استمر صفي في العمل في مناصب وزارية مختلفة حتى عام 1979 عندما أُزيح الشاه عن السلطة. كما شغل منصب عضو مجلس إدارة المنظمة الملكية للرعاية الاجتماعية برئاسة أشرف بهلوي.

## السنوات اللاحقة
قُبض على صفي أثناء تغيير النظام في عام 1979 وسُجن لمدة خمس سنوات. بدأ التعامل مع برمجة الحاسوب بعد إطلاق سراحه وانضم إلى مؤسسة زيراك زاده للعلوم كأحد أعضاء مجلس إدارتها. أُنشئَت المؤسسة على يد أحمد زيراك زاده [الإنجليزية]، أحد زملائه في المعهد البوليتكنيكي، وتعاملت مع إنشاء مراكز العلوم للأطفال والشباب. قام بتطوير برنامج حاسوب يستخدم في حسابات الأجسام الفلكية والذي تم تصميمه لعلماء الفلك.

## الحياة الشخصية والوفاة
كان صفي متزوج ولديه ثلاث بنات. تُوفيت زوجته في تشرين الأول 2007. تُوفيت ابنتهم الكبرى في عام 2001. اعتبارًا من عام 2008، كانت إحدى بناته تعيش في طهران والأخرى في باريس. توفي في طهران في 11 نيسان 2008.

## الجوائز
حصل صفي على الجوائز الفرنسية التالية: وسام جوقة الشرف (رتبة قائد) ووسام الاستحقاق الوطني (الصليب الأكبر) 